# Luis Mier y Terán
Luis Mier y Terán (Oaxaca de Juárez, Oaxaca, 5 de marzo de 1835 - Orizaba, Veracruz, agosto de 1891) fue un militar y político mexicano que participó del lado liberal contra los conservadores en la Guerra de Reforma y durante la Segunda Intervención Francesa en México, combatió contra el Imperio de Maximiliano con el cargo de teniente coronel. Durante la Revolución de Tuxtepec, se unió a su gran amigo Porfirio Díaz y en la  batalla librada en Epatlán, Veracruz, fue hecho prisionero, pero logró escapar. Una vez que Díaz fue investido como Presidente de México, Mier y Terán fue nombrado gobernador militar de Veracruz. Durante su mandato fue iniciada la construcción de la vía férrea de Alvarado a Veracruz, a finales de agosto de 1879.

## Semblanza
El gobernador del estado era el general Luis Mier y Terán, ligado al puerto desde los tiempos de la Reforma. Trabajó de cerca, ahí, con Benito Juárez e Ignacio Mejía. “Le tenían un especial cariño”, escribió Ramón Prida, pero sin embargo, “lo consideraban un muchacho alocado”.
Luis era el amigo del alma y compadre de Porfirio Díaz por ser padrino del hijo mayor del general Díaz. “Como amigo era inmejorable”, afirmó, “pero a la vez era algo ligero y había poca solidez en su carácter”. Era muy popular en el estado: honesto en el manejo de los fondos y recursos públicos, promotor de la agricultura, impulsor de la educación, inspirador de repartimientos de tierras entre los campesinos. Estaba casado con Adela Cuesta, hermana del coronel Miguel Cuesta, el jefe de armas de Veracruz.
Teodoro Dehesa que años después sería senador y luego gobernador del estado, trabajaba en ese tiempo como vista de la hacienda del puerto de Veracruz. Era uno de los amigos más queridos de Mier y Terán.

## Rebelión lerdista de 1879
En este puesto, le tocó enfrentar la rebelión de los partidarios de Sebastián Lerdo de Tejada, quienes fueron rápidamente capturados pidiendo instrucciones a la Ciudad de México vía telégrafo y el presidente Porfirio Díaz le envió un mensaje cifrado: "Mátalos en caliente y después averiguas", orden que Mier y Terán cumplió al pie de la letra en unas horas por medio del tipo de ejecución extrajudicial denominado ley de fugas. Este tipo de ejecución originó levantamientos y protestas del pueblo veracruzano que posteriormente fueron controladas por la tropa.
Fue gobernador de Oaxaca de 1883 a 1885, tras terminar su mandato se retiró de la política y murió en su hacienda.